# Đảng Trung lập Lào
Đảng Trung lập Lào (tiếng Lào: ລາວເປັນກາງ, đã Latinh hoá: Lao Pen Kang) là cựu đảng phái chính trị ở Lào trước năm 1975. Đảng này xuất bản tờ báo Say Kang làm cơ quan ngôn luận của riêng mình.

## Lịch sử
Đảng này được Souvanna Phouma thành lập vào ngày 26 tháng 5 năm 1961, và ủng hộ cách tiếp cận trung lập đối với các vấn đề đối ngoại và đối nội. Sau một thời gian không hoạt động, đảng đã tham gia tranh cử trong cuộc bầu cử năm 1965, giành được mười bốn trong số 59 ghế. Sau đó, đảng này phải chịu sự chia rẽ nội bộ do các đề xuất về khả năng sáp nhập với các đảng có chính sách tương tự, bao gồm Đảng Hòa bình và Trung lập. Khi việc sáp nhập không xảy ra, đảng đã ngừng tranh cử trong các cuộc bầu cử quốc gia, mặc dù đảng vẫn tiếp tục tồn tại cho đến tận thập niên 1970.